# Кашира-Пассажирская
Каши́ра-Пассажи́рская (также используется сокращённое название Каши́ра) — железнодорожная станция Павелецкого направления Московской железной дороги в городе Кашира одноимённого городского округа Московской области. Входит в Рязанский центр организации работы железнодорожных станций ДЦС-2 Московской дирекции управления движением. По основному характеру работы является грузовой, по объёму работы отнесена к 3 классу.
Пристанционный посёлок административно относится к городу Кашира.
На станции останавливаются все проходящие пригородные электропоезда, в том числе поезда «РЭКС». Является конечной для нескольких поездов в день.
Рядом со станцией расположена автобусная станция, с которой отправляются автобусы в окрестные сёла и деревни.
В состав станции также бывшая тупиковая станция Кашира-Товарная к юго-западу, к которой ранее было и пассажирское движение. И от этой части, и от основной отходит большое количество подъездных путей, в т.ч. на станцию Кашира-Силовая Каширской ГРЭС.
С 1 ноября 2019 года на станции Кашира-Пассажирская останавливаются ежедневные пассажирские поезда № 603/604 Москва-Павелецкая - Москва-Киевская и Москва-Киевская - Москва-Павелецкая.

## Дальнее следование по станции
Большая часть поездов дальнего следования, следующих из Москвы далее в Узуново, проходят станцию без остановки. На станции имеет остановку одна пара поездов дальнего следования.
| Круглогодичное обращение поездов | Круглогодичное обращение поездов                      | Круглогодичное обращение поездов | Круглогодичное обращение поездов                      |
| № поезда                         | Маршрут движения                                      | № поезда                         | Маршрут движения                                      |
| -------------------------------- | ----------------------------------------------------- | -------------------------------- | ----------------------------------------------------- |
| 603                              | Москва (Павелецкий вокзал) — Москва (Киевский вокзал) | 604                              | Москва (Киевский вокзал) — Москва (Павелецкий вокзал) |

## Изображения
- Здание вокзала
- Пути на станции Кашира
- Электровоз на станции Кашира